# Alphonse Cogen
Alphonse Cogen, né le 18 mars 1842 à Saint-Nicolas (Province de Flandre-Orientale) et mort à Gand, le 12 décembre 1921, est un peintre belge.

## Biographie

### Famille
Alphonse (Alphonsius Gislenus) Cogen, né à Saint-Nicolas le 18 mars 1842, est le fils de Charles Louis Cogen (1809-1886), boulanger, et de Marie Josepha Godefroy (1812-1893). Alphonse Cogen épouse à Gand le 22 avril 1870 Marie Berghgracht (1844). Il est le frère de Félix Cogen et l'oncle d'Anna De Weert, tous deux peintres. Il inculque les rudiments de son art à sa nièce,.

### Formation
Alphonse Cogen est, durant sept ans, étudiant en dessin à l'Académie royale des beaux-arts de Gand. À l'issue de sa formation académique, il se consacre au négoce, avant de se réorienter vers la peinture vers 1878. Il bénéficie dès lors des leçons de son frère Félix Cogen, dont il partage l'atelier.

### Carrière
À partir de 1883 et jusqu'en 1907, Alphonse Cogen participe à plusieurs salons triennaux belges. Il obtient une médaille d'or au salon des marinistes de Scheveningen en 1892. À l'Exposition de Bordeaux de 1895, il envoie Marée haute à Blankenberge. Au salon des artistes français de 1904, il présente Mer Houleuse.
Le 12 décembre 1921 Alphonse Cogen meurt, à l'âge de 79 ans, à Gand.

## Œuvre

### Caractéristiques
Son champ pictural couvre essentiellement les paysages et les marines. La conception délicate et poétique de ses vues de la mer du Nord marque une étape vers le luminisme.

### Réception critique
En mars 1907, lors de l'exposition à la salle Boute à Anvers, le critique Sander Pierron écrit : 

« Alphonse Cogen voit la mer en fantaisie, en amabilité, en gentillesse presque. Il l'exprime sous des apparences agréables, comme en de charmantes vignettes agrandies. Il en fait une jolie hypnotiseuse, point du tout insidieuse et nullement méchante. Ce n'est donc point le véritable physionomie de l'océan, laquelle a toujours quelque chose de troublant, de mystérieux et de terrible, même quand nous lui voyons des tonalités trasparentes et lumineusement rosées que d'habitude lui prête le peintre, et dont les principaux exemples sont Belle soirée à Heyst, Départ de pêcheurs, Les Cabines. Lorsqu'il tente d'être dramatique, il ne réussit pas à émouvoir davantage, puisqu'il ne pénètre point l'âme des flots. L'Approche de l'orage n'a rien de pathétique. Nous aimons mieux la Marée haute à Blankenberghe, largement exécutée et où il y a de la vastitude et de la véhémence. La Promenade en mer est un morceau réussi et plus nerveux, où le ciel bleu aux nuages blancs s'accorde bien avec les vagues verdâtres. En cette toile on constate un souci moins constant de plaire par des moyens sans profondeur. »

### Expositions triennales belges
- Salon de Gand de 1883 (XXXIIe) : Ferme flamande et Mare aux canards[7].
- Salon de Gand (XXXIVe) de 1889 : L'Escaut à Breskens[8].
- Salon d'Anvers de 1891 : L'Escaut à Breskens[9].
- Salon de Gand (XXXVe) de 1892 : Le Départ des pêcheurs à Heyst[10].
- Salon de Bruxelles de 1893 : Le Départ des pêcheurs à Heyst et Marée haute à Blankenberghe[11].
- Salon de Gand (XXXVIe) de 1895 : L'Approche de l'orage et Le Calme à Heyst[12].
- Salon d'Anvers de 1898 : Bateau de pêche et Marine, Heyst[13].
- Salon de Gand (XXXVIIe) de 1899 : Matinée à Heyst[14].
- Salon de Bruxelles de 1907 : Marine[15].